# 랑푸르주
랑푸르주(벵골어: রংপুর বিভাগ)는 방글라데시 북서부에 위치한 주로 주도는 랑푸르이며 면적은 16,184.99km2, 인구는 15,787,758명(2011년 기준)이다. 2010년 1월 25일에 라지샤히주에서 분리되어 신설되었다. 동쪽과 북쪽, 서쪽으로는 인도와 국경을 접하며 남쪽으로는 라지샤히주, 남동쪽으로는 마이멘싱주와 접한다. 8개 현을 관할한다.
랑푸르주의 주요 도시로는 랑푸르, 사이드푸르, 디나이푸르가 있다. 랑푸르주는 카르미카엘 대학교와 하지 무함마드 다네시 과학기술대학교, 랑푸르 의학대학교, 랑푸르 카데트 대학교, 베굼 로케야 대학교, 방글라데시 국군과학기술대학교 등의 교육기관이 밀집한 곳으로도 유명하다.
1575년 악바르 황제의 장군이었던 만싱이 랑푸르의 일부를 처음 점령하였고, 1686년에는 무굴 제국에 완전히 복속됐다. 이때의 영향으로 쿠리그람주의 무갈바사 시와 무갈하트 시는 무굴 제국 당시의 표식을 아직도 시 상징에 담고 있다. 무굴 제국 점령기 당시 랑푸르는 고라가트 군과 피니아라 군에 차례로 속하였다. 동인도 회사가 다스리던 시기에는 파키르산바시 반란과 소작농 쟁의가 랑푸르에서 벌어지기도 하였다.
랑푸르는 수도 다카와 도로, 철도, 항공편으로 연결되어 있다. 또 방글라데시 타 지역과는 21개 철도 노선으로 연결되어 있다. 공항은 총 세 곳이며 대표공항은 사이드푸르에 있는 사이드푸르 공항이다.

## 소속 구
- 타쿠르가온구
- 랑푸르구
- 판차가르구
- 닐파마리구
- 랄모니라트구
- 쿠리그람구
- 가이반다구
- 디나이푸르구

## 같이 보기
- 방글라데시의 행정 구역